# کاستلنووو چیلنتو
کاستلنووو چیلنتو (به ایتالیایی: Castelnuovo Cilento) یک کومونه در ایتالیا است که در استان سالرنو واقع شده‌است.

## خصوصیات
کاستلنووو چیلنتو ۱۸ کیلومترمربع مساحت و ۲٬۵۹۸ نفر جمعیت دارد.